# Stillman Valley
Stillman Valley – wieś w Stanach Zjednoczonych, w stanie Illinois, w hrabstwie Ogle.